# Tattva
Tattva ist ein Sanskrit-Wort in der Bedeutung von „Dasheit“, Prinzip, Wirklichkeit oder Wahrheit. Die Anzahl der Daseinsfaktoren variiert in den verschiedenen philosophischen Systemen. Die Philosophie des  Samkhya  geht von 25 Daseinsfaktoren aus, der Shivaismus zählt 36 Faktoren auf. Die „Indischen Materialisten“ lassen nur 4 Tattvas gelten.

## Tattva in der Lehre des Samkhya
In der Lehre des Sankhya wird von zwei Grundprinzipien ausgegangen, welche die Welt gestalten. Dies sind die rein geistigen, bewussten,  unwandelbaren Seelen (Purusha) und die unbewusste, aktive Urnatur (Prakriti).
Aus der Prakriti sollen in einem Prozess der „Entfaltung“ alle weiteren Daseinsfaktoren entstehen. Zusammen mit dem Purusha und der Prakriti  ergeben sich so eine Aufzählung von 25 Tattvas als Daseinsfaktoren, aus denen  der Gestaltungsprozess der Welt erklärt wird. Diese 25 Tattvas sind:
| Sanskrit | Transliteration IAST | Bedeutung               | Daseinsgruppe                                       | Daseinsfaktor  |
| पुरुष      | puruṣa               | Seele, Bewusstsein      |                                                     | eins           |
| प्रकृति     | prakṛti              | aktive Urnatur          |                                                     | zwei           |
| बुद्धि      | buddhi               | Erkennen, Intelligenz   |                                                     | drei           |
| अहंकार     | ahaṃkāra             | Ich-Bewusstsein         |                                                     | vier           |
| मनस्      | manas                | sinnengebundenes Denken |                                                     | fünf           |
| शृनोति      | śrotra               | Gehör                   | Erkenntnisorgan (buddhîndriya)                      | sechs          |
| त्वच्      | tvac                 | Haut                    | Erkenntnisorgan (buddhîndriya)                      | sieben         |
| चक्षण     | cakṣuṣī              | Augen                   | Erkenntnisorgan (buddhîndriya)                      | acht           |
| रस       | jihvā                | Zunge                   | Erkenntnisorgan (buddhîndriya)                      | neun           |
| घ्राण      | ghrāṇa               | Geruch                  | Erkenntnisorgan (buddhîndriya)                      | zehn           |
| वाच्       | vāc                  | Rede                    | Tatorgan (karmendriya)                              | elf            |
| पाणि       | pāṇī                 | Hände                   | Tatorgan (karmendriya)                              | zwölf          |
| पाद       | pādau                | Füße                    | Tatorgan (karmendriya)                              | dreizehn       |
| पायु       | pāyu                 | Ausscheidungsorgan      | Tatorgan (karmendriya)                              | vierzehn       |
| उपस्थ     | upastha              | Zeugungsglied           | Tatorgan (karmendriya)                              | fünfzehn       |
| शब्द      | śabda                | Klang                   | Reinstoff, subtiles Element (tanmātra)              | sechzehn       |
| स्पर्श     | sparśa               | Berührung               | subtiles Element (tanmātra)                         | siebzehn       |
| रूप       | rūpa                 | Form                    | subtiles Element (tanmātra)                         | achtzehn       |
| रस       | rasa                 | Geschmack               | subtiles Element (tanmātra)                         | neunzehn       |
| गन्ध      | gandha               | Geruch                  | subtiles Element (tanmātra)                         | zwanzig        |
| आकाश      | ākāśa                | Äther, Raum             | großes Element, grobstoffliches Element (mahābhūta) | einundzwanzig  |
| वयु       | vāyu                 | Wind, Luft              | grobstoffliches Element (mahābhūta)                 | zweiundzwanzig |
| तेजस्      | tejas                | Glut, Feuer             | grobstoffliches Element (mahābhūta)                 | dreiundzwanzig |
| अप्       | ap/āpas              | Wasser                  | grobstoffliches Element (mahābhūta)                 | vierundzwanzig |
| पृथिवी      | pṛthivī              | Erde                    | grobstoffliches Element (mahābhūta)                 | fünfundzwanzig |

## Tattva in der Lehre des Shivaismus
Der Shivaismus bedient sich der 25 Prinzipien des Samkhya und versieht sie mit einem Überbau von 11 weiteren, deren Urgrund Shiva ist.
Diese werden in drei Gruppen unterteilt:
- Shuddha Tattvas

Die ersten fünf Tattvas sind als shuddha oder 'reine' Tattvas. Sie sind auch bekannt als Tattvas universaler Erfahrung.
- Shuddha-ashuddha Tattvas

Die nächsten sieben Tattvas (6–12) sind als shuddha-ashuddha oder 'Rein-Unrein'-Tattvas oder als Shuddhashuddha Tattvas mit den fünf Kanchukas(Kalā, Vidyā, Rāga, Kāla, Niyati) bekannt. Sie sind die Tattvas der begrenzten oder individuellen Erfahrung.
- Ashuddha tattvas

Die weiteren 24 Tattvas (13–36) sind bekannt als ashuddha oder 'Unrein'-Tattvas. Deren erste ist Prakriti und sie beinhalten die Tattvas der mentalen Tätigkeit, der sinnlichen Erfahrung und der Materie.

## Tattva in der Lehre der Materialisten
Die Lehre der indischen Materialisten, die auch als Carvakas bezeichnet werden, nehmen eine Vielheit von ewig existierenden Elementen an, die durch Vermischung alles hervorbringen. Als Grundlage gelten die vier Elemente Erde, Wasser, Feuer und Luft.